# Esterházy Kázmér
Galántai és zolyomi gróf Esterházy Kázmér Miklós (Pozsony, 1805. november 15. – Salzburg, 1870. május 13.) császári és királyi kamarás, főrendiházi tag, ellenzéki politikus, nemzetőr őrnagy, nagybirtokos.

## Élete
A magyar főnemesi gróf Esterházy család sarja. Gróf galántai és zolyomi Esterházy János Kázmér (1774–1829), nagybirtokos, valamint gróf galántai és fraknói Esterházy Jozefa (1777–1843) fia volt. A dárdai uradalom birtokosa volt. Kilépett főhadnagy (1823-1830. az 5. vértesezredben szolgált). Az 1839. országgyűlésen kitűnő ellenzéki tag a felső táblán; később azonban egészen visszavonult a politikai pályától. 1848. augusztus 3-ától Pozsony város- és környékének nemzetőr őrnagya. 1848. október 6-án lemondását elfogadják.

## Házasságai és leszármazottjai
Első feleségét, muraszombati és szécsiszigeti gróf Szapáry Leopoldine (1806–1836) kisasszonyt, Pozsony-ban, 1833. augusztus 28-án vette el. Esterházy Kázmér grófnak Szapáry Leopoldina grófnőtől származott: gróf Esterházy Marianna (1834–1863), gróf Ludwig von Paar neje, gróf Esterházy Ilona (1835–1896), gróf Esterházy Pálné, valamint gróf Esterházy Zsófia (1836–1906), Leon Borély de La Touche hitvese. Neje halála után Esterházy Kázmér utána elvette Mária Henrica Aspasia Le Marcant ditte de Montval kisasszonyt, Pozsonyban, 1842. július 19-én. A másofik nejétől született fia gróf Esterházy Dániel (1843–1923)

## Munkái
Proklamációja jelent meg 1848. május 19-én Pozsonyban: Meine lieben Mitbürger Pressburgs! (4-rét féliv.)